# 運城張孝空港
運城塩湖国際空港（うんじょうえんここくさいくうこう）は中華人民共和国山西省運城市塩湖区に位置するの国際空港。旧名は運城張孝空港、運城関公空港。

## 概要
運城市中心部から北約9キロに位置している。
空港は2005年に開港した。

## 現状
運城塩湖国際空港は、2005年に開港された（当時の名称は運城関公空港）。
2025年4月現在、国内航空会社12社が乗り入れ、国内就航地20空港以上、国外就航地2空港に出航している。
中国国際航空、中国東方航空、中国南方航空、大新華航空、上海航空、深圳航空、アモイ航空による運航がされている。 

## 就航路線

### 中国国内線
| 航空会社         | 就航地                                                                     |
| ---------------- | -------------------------------------------------------------------------- |
| 中国国際航空(CA) | 北京/首都、北京/大興、重慶、杭州、広州、成都/天府、貴陽、瀋陽、ウルムチ    |
| 中国東方航空(MU) | 上海/浦東、武漢                                                            |
| 中国南方航空(CZ) | 広州                                                                       |
| 厦門航空(MF)     | 天津、長沙、大連、長春、重慶、厦門、合肥、フフホト、南京                   |
| 深圳航空(ZH)     | 深圳、南京、温州、南昌、杭州、無錫、南寧、珠海、海口、武漢、ハルビン、三亜 |
| 昆明航空(KY)     | 昆明、青島、長沙                                                           |
| チベット航空(TV) | 成都/双流、麗江、西寧、昆明                                                |

### 国際線
| 航空会社     | 就航地                               |
| ------------ | ------------------------------------ |
| 上海航空     | クアラルンプール                     |
| 深圳航空     | 名古屋/中部、バンコク/スワンナプーム |
| チベット航空 | 香港                                 |

### 就航都市(国際線)
- 香港
  - 香港
- マレーシア
  - クアラルンプール
- タイ
  - バンコク
- 日本
  - 名古屋/中部